# 올림픽 포격
올림픽 포격은 올림픽에서 포격으로 경기를 겨루는 올림픽 경기 종목이다. 1900년 하계 올림픽에 비공식 종목으로 채택되었다.

## 같이 보기
- 1900년 하계 올림픽 포격